# Андравида-Килини
Андравида-Килини (грч. Ανδραβίδα-Κυλλήνη) општина је у Грчкој. По подацима из 2011. године број становника у општини је био 21.581.

## Становништво
| 2011.  |
| ------ |
| 21,581 |